# Библиотека атеистической литературы
Библиотека атеистической литературы — книжная серия «Политиздата», издававшаяся в 1970-х — начале 1990-х годов в СССР.

## Состав серии
- Токарев С. А. Религия в истории народов мира. ИПЛ, 1976.
- Таксиль Л. Забавная Библия. ИПЛ, 1976.
- Гольбах П., Гельвеций К., Дидро Д., Ламеттри Ж. Да скроется тьма! Французские материалисты XVIII в. об атеизме, религии, церкви. ИПЛ, 1976
- Таксиль Л. Забавное евангелие, или Жизнь Иисуса. ИПЛ, 1977.
- Ярославский Е. Библия для верующих и неверующих. ИПЛ, 1979.
- Косидовский З. Библейские сказания. ИПЛ, 1978.
- Косидовский З. Сказания евангелистов. ИПЛ, 1979.
- Осипов А. А. Катихизис без прикрас. ИПЛ, 1981.
- Твен М. Дневник Адама. Сборник публицистических произведений. ИПЛ, 1981.
- О вере и неверии (Мысли о религии и атеизме). Скибицкий М. М. (сост.) ИПЛ, 1982.
- Никольский Н. М. История русской церкви. ИПЛ, 1983
- Стоун И. Происхождение. ИПЛ, 1983.
- Фрэзер Дж. Дж. Золотая ветвь. ИПЛ, 1983.
- Ламонт К. Иллюзия бессмертия. ИПЛ, 1984.
- Григулевич И. Р. Инквизиция. ИПЛ, 1985.
- Лозинский С. Г. История папства. ИПЛ, 1986.
- Рассел Б. Почему я не христианин. ИПЛ, 1987.
- Гече Г. Библейские истории. ИПЛ, 1988.
- Таксиль Л. Священный вертеп. ИПЛ, 1988.
- Свенцицкая И. С. Раннее Христианство: Страницы Истории. ИПЛ, 1989. ISBN 5-250-00992-1
- Твен М. № 44, Таинственный незнакомец. ИПЛ, 1989. ISBN 5-250-00380-X
- Тайлор Э. Б. Первобытная культура. ИПЛ, 1989. ISBN 5-250-00379-6
- Донини А. У истоков христианства. ИПЛ, 1989. ISBN 5-250-00632-9
- Фрэзер Дж. Дж. Фольклор в Ветхом завете. ИПЛ, 1990. ISBN 5-250-01011-3
- Каутский К. Происхождение христианства. ИПЛ, 1990. ISBN 5-250-00772-4
- Ницше Ф., Фрейд З., Фромм Э., Камю А., Сартр Ж. П. Сумерки богов. ИПЛ, 1990. ISBN 5-250-01275-2
- Ранович А. Б. Первоисточники по истории раннего христианства. Античные критики христианства. ИПЛ, 1990. ISBN 5-250-00773-2
- Токарев С. А. Ранние формы религии. ИПЛ, 1990. ISBN 5-250-01234-5
- Ренан Э. Жизнь Иисуса. ИПЛ, 1991. ISBN 5-250-01238-8

## Внешние ссылки
- Часть книг в библиотеке «Философия и атеизм»